# マーク・ボールズ
マーク・ボールズ（Mark Boals、1958年12月5日 - ）は、アメリカ合衆国・オハイオ州出身のミュージシャン、ハードロック系のボーカリスト。
イングヴェイ・マルムスティーンやリング・オブ・ファイアでの活動などで知られ、実力派ボーカリストとして評価されている。イングヴェイは自身のバンドに所属した歴代ヴォーカルで最高との賛辞を送り、ボーカルの能力の限界を気にせずに制限のない作曲ができると評した。
オペラ的とも称される伸びのある高音が特徴。

## 略歴
5歳でピアノ、小学生でクラリネット、12歳でベースを始め、14歳で初のバンド「JASMINE」を結成。ボーカルとベースを担当した。
1982年に「サヴォイ・ブラウン」に加入し、全米ツアーに参加。
1985年にはイングヴェイ・マルムスティーンの「ライジング・フォース」に加入。その後、脱退するが、紆余曲折を経て1999年に復帰。
2000年には自らリング・オブ・ファイアを結成。同年には音楽情報誌『BURRN!』で1999年度のベスト・ボーカル賞を受賞。
同年にライジング・フォースを再び脱退したが、2001年にイングヴェイが後任ボーカルのヨルン・ランデと仲違いし、ヨルンは脱退してしまう。直後に同バンドへ再び復帰し、ツアー・ボーカリストとして同行した。
2007年にロイヤル・ハントのボーカルとして加入し、アルバム2枚リリース。3年間の充電期間を経て大幅にイメージチェンジし、特徴だった長髪からバンダナ、ヒゲ、サングラスというワイルドなスタイルへと変化した。DCクーパーの復帰により脱退。
2010年にはリング・オブ・ファイア、プラネット・エックスなどで活動したトニー・マカパイン、ヴァージル・ドナティを含むメンバーと新バンド「セヴン・ザ・ハードウェイ（Seven The Hardway）」を結成。現在日本国内盤は発表されていない。
2012年、JOSHUA PERAHIAのニュー・アルバムに参加。「RESURRECTION」を間もなくリリース予定。
2014年、ドッケンにベーシストとして加入。しかし翌年に脱退。
2018年、日本のネオクラシカルメタルバンドArk Stormのアルバムにゲストボーカルとして参加。
2019年5月、日本のプロデューサーのトモ・マツモト、ショーン・ツジイらによりマーク・ボールズ トリロジー復刻ジャパンツアー実行委員会 トリロジー～33rdAnniversary～完全再現ライブジャパンツアーをケリー・サイモンを招き日本各所で決行。

## ディスコグラフィ

### ソロ・アルバム
- 『イグニション』 - Ignition (1998年)
- 『リング・オヴ・ファイアー』 - Ring of Fire (2000年)
- 『エッジ・オヴ・ザ・ワールド』 - Edge of the World (2002年)